# Komitet do Spraw Turystyki
Komitet do Spraw Turystyki – centralna jednostka organizacyjna rządu istniejąca w latach 1952–1960, mająca na celu zapewnienie planowanego rozwoju turystyki, współdziałania, w tym rozwoju zainteresowanych władz, przedsiębiorstw i instytucji społecznych oraz najszerszego udostępnienia turystyki dla ludzi pracy miast i wsi.

## Powołanie Komitetu
Na podstawie uchwały Rady Ministrów z 1952 r. w sprawie organizacji turystyki ustanowiono Komitet do Spraw Turystyki.
Komitet był organem pracy Prezesa Rady Ministrów w zakresie całości spraw turystyki.

## Zakres działania Komitetu
Na podstawie uchwały Rady Ministrów z 1954 r. do zadań Komitetu należało stwarzanie warunków do rozwoju turystyki, pobudzanie i popieranie inicjatywy w tym zakresie oraz reprezentowanie całości spraw turystyki polskiej za granicą, a w szczególności:
- sprawy rozwoju turystyki krajowej i zagranicznej,
- opracowywanie i opiniowanie aktów prawnych dotyczących turystyki i krajoznawstwa,
- inicjowanie, koordynowanie programów i środków działalności turystycznej organów administracji państwowej, instytucji, przedsiębiorstw i organizacji społecznych w zakresie propagandy i informacji turystyczno-krajoznawczej, recepcji i obsługi turystycznej, zagospodarowania rejonów turystycznych, inwestycji oraz szkolenia kadr turystycznych,
- współdziałanie z właściwymi organami państwowymi w zakresie ochrony przyrody i opieki nad zabytkami kultury narodowej i zachowania swojszczyzny,
- opiniowanie i inicjowanie ogólnokrajowych planów produkcji i zaopatrzenia rynku w sprzęt turystyczny,
- opiniowanie ogólnokrajowych cen na sprzęt i usługi turystyczne,
- kierowanie propagandą i informacją turystyczna za granicą,
- inicjowanie, popieranie i koordynowanie działalności naukowo-badawczej w zakresie turystyki i krajoznawstwa,
- współdziałanie z organami Państwowej Inspekcji Sanitarnej w zakresie szerzenia kultury sanitarnej,
- koordynowanie pracy wojewódzkich komitetów turystyki.

## Skład Komitetu
W skład Komitetu – tworząc Plenum Komitetu – wchodził:
- przewodniczący i zastępcy przewodniczącego Komitetu, zatwierdzani przez Prezesa Rady Ministrów na wniosek Plenum Komitetu,
- pozostali członkowie Prezydium Komitetu wybierani przez Plenum Komitetu,
- przedstawiciele delegowani przez działające w zakresie ogólnokrajowym,
- organizacje turystyczne i ich wyodrębnione sekcje dla poszczególnych rodzajów turystyki,
- organizacje społeczne prowadzące również działalność turystyczną,
- naczelne organy administracji państwowej wyznaczone przez Prezesa Rady Ministrów,
- prezydia wojewódzkich rad narodowych i rad narodowych miast wyłączonych z województw,
- przedsiębiorstwa i zrzeszenia działające w zakresie usług turystycznych, wczasowych i uzdrowiskowych, wyznaczone przez właściwe władze zwierzchnie,
- instytucje reprezentujące uzdrowiska i ośrodki turystyczne w razie ich powstania,
- wybitni działacze i znawcy zagadnień turystyki lub dziedzin pokrewnych, powoływani przez Plenum Komitetu w liczbie do 20 osób na okres 3 lat.

## Zakres działania Plenum Komitetu
Do zakresu działania Plenum Komitetu należało:
- ustalanie wytycznych i programów rozwoju turystyki,
- uchwalanie wytycznych w sprawach turystyki zagranicznej,
- opiniowanie projektów planów wieloletnich i rocznych, planów rozwoju turystyki, inwestycji oraz innej działalności gospodarczej związanej z turystyką,
- rozpatrywanie i zatwierdzanie sprawozdań z rozwoju turystyki, z wykonania planów i z działalności Komitetu,
- rozpatrywanie i zatwierdzanie preliminarzy budżetowych Komitetu,
- ustalanie wytycznych dla gospodarki finansowej,
- wybór kandydatów na przewodniczącego i zastępców przewodniczącego Komitetu oraz wybór pozostałych członków Prezydium Komitetu,
- powoływanie komisji problemowych wraz z określeniem zakresu ich działalności i wybór przewodniczących komisji problemowych,
- powoływanie na członków Komitetu wybitnych działaczy i znawców turystyki lub dziedzin pokrewnych.

## Organy Komitetu
Organami Komitetu były:
- Prezydium Komitetu,
- przewodniczący Komitetu,
- komisje problemowe.

## Prezydium Komitetu
Prezydium Komitetu składało się z:
- przewodniczącego Komitetu i do 3 zastępców przewodniczącego,
- przewodniczących komisji problemowych i do 4 członków Prezydium Komitetu.

Kadencja Prezydium trwała 3 lata.

## Zniesienie Komitetu
Na podstawie ustawy z 1960 r. o organizacji spraw kultury fizycznej i turystyki zniesiono Komitet do Spraw Turystyki.